# Допит (фільм, 1979)
«Допит» (азерб. İstintaq) — радянський художній фільм 1979 року, знятий на кіностудії «Азербайджанфільм». Прем'єра фільму відбулася в квітні 1980 року в Москві.

## Сюжет
Фільм починається з інформаційної заставки, присвяченої липневому Пленуму ЦК Комуністичної партії Азербайджану 1969 року, на якому сталася відставка Ахундова В. Ю. і обрання першим секретарем ЦК КПА, тобто керівником Азербайджанської РСР, Алієва Г. А. В історії СРСР цей факт подавався як приклад активної боротьби КПРС з корупцією, рішучими заходами по наведенню законності і порядку в союзних республіках.
Слідчий Сейфі Ганієв веде справу начальника підпільного галантерейного цеху Мурада Абієва, який зізнається в розкраданні державних коштів на суму понад мільйон рублів.
Абієв звинувачується також у вбивстві неповнолітньої дівчини, яке нещодавно трапилося в Ризі незабаром після того, як її бачив Абієв. Він заперечує свою провину, але і не називає відомих йому злочинців, незважаючи на те, що йому загрожує смертна кара.
Слідчий розуміє, що за спиною підслідного стоять високопосадовці, але доказів у нього немає. Ганієв прагне домогтися від підслідного всієї правди, щоб злочинці отримали заслужене покарання…

## У ролях
- Олександр Калягін — Сейфі Ганієв, слідчий, капітан юстиції
- Гасан Мамедов — Мурад Мехті огли Абієв (озвучував В'ячеслав Тихонов)
- Шафіга Мамедова — Гюлі Ганієва, дружина Сейфі Ганієва
- Олена Прудникова — Аян Абієва
- Расім Балаєв — підполковник міліції Ельмар
- Тофік Мірзоєв — Теймур
- Гасан Турабов — генерал
- Ельхан Агагусейнов — Дадашев
- Євген Лебедєв — співкамерник Абієва
- Гюмрах Рагімов — міліціонер

## Знімальна група
- Режисери —  Рустам Мамед Ібрагімбеков і Расім Оджагов
- Сценарист —  Рустам Мамед Ібрагімбеков
- Оператор —  Рафаїл Камбаров
- Композитор — Емін Сабітоглу
- Художник — Фікрет Багіров
- Художник-Фотограф — Тофік Керімов